# Hillview (Illinois)
Pour les articles homonymes, voir Hillview.
Hillview est un village du comté de Greene dans l'Illinois, aux États-Unis,. Situé au nord-ouest du comté, il est incorporé le 20 janvier 1904.

## Démographie
Lors du recensement de 2010, le village comptait une population de 193 habitants. Elle est estimée, en 2016, à 182 habitants.

## Source de la traduction
- (en) Cet article est partiellement ou en totalité issu de l’article de Wikipédia en anglais intitulé « Hillview, Illinois » (voir la liste des auteurs).